# Coal Creek (Fremont County, Colorado)
Coal Creek is een plaats (town) in de Amerikaanse staat Colorado, en valt bestuurlijk gezien onder Fremont County.

## Demografie
Bij de volkstelling in 2000 werd het aantal inwoners vastgesteld op 303.
In 2006 is het aantal inwoners door het United States Census Bureau geschat op 362, een stijging van 59 (19,5%).

## Geografie
Volgens het United States Census Bureau beslaat de plaats een oppervlakte van
2,5 km², geheel bestaande uit land.

## Plaatsen in de nabije omgeving
De onderstaande figuur toont nabijgelegen plaatsen in een straal van 12 km rond Coal Creek.